# Cophixalus bewaniensis
Cophixalus bewaniensis es una especie de anfibio anuro del género Cophixalus de la familia Microhylidae. Originaria de Papúa Nueva Guinea.

## Distribución
Esta especie es endémica del moonte Bewani (de ahí su etimología) a 950 m de altitud, situado en el norte de la provincia de Sandaun en Papúa Nueva Guinea. 

## Publicación original
- Kraus & Allison, 2000 : Two new species of Cophixalus from New Guinea. Journal of Herpetology, vol. 34, n. 4, p. 535-541 (introduction).